# Браун, Киша
Киша Браун (англ. Kiesha Brown; род. 13 января 1979 года в Атланте, Джорджия) — американская профессиональная баскетболистка, выступавшая в женской национальной баскетбольной ассоциации. На драфте ВНБА 2001 года она не была выбрана ни одной из команд, однако ещё до старта следующего сезона заключила договор с клубом «Вашингтон Мистикс». Играла на позиции разыгрывающего защитника.

## Ранние годы
Киша Браун родилась 13 января 1979 года в городе Атланта (штат Джорджия), а училась там же в академии Вудварда, в которой выступала за местную баскетбольную команду.